# 四万十町中央インターチェンジ
四万十町中央インターチェンジ（しまんとちょうちゅうおうインターチェンジ）は、高知県高岡郡四万十町平串にある高知自動車道と窪川佐賀道路（事業中）のインターチェンジである。

## 概要
須崎東インターチェンジ (IC) から当ICは無料区間のため、料金所は設置されていない。当IC - 四万十町西IC間の開通時期は未定である。また、計画および建設時の仮称は窪川インターチェンジ（くぼかわインターチェンジ）だった。
これより先、四万十ICまでは4車線化を想定していない完成2車線で建設されている。

## 歴史
- 2011年（平成23年）12月16日 : IC名が仮称である窪川ICから四万十町中央ICに正式決定[2]。
- 2012年（平成24年）12月9日 : 中土佐IC - 四万十町中央IC間が開通[3]。

## 周辺
- 道の駅あぐり窪川

## 接続する道路
- 国道56号

## 隣
E56 高知自動車道
(18) 四万十町東IC - (19) 四万十町中央IC
E56 窪川佐賀道路
(19) 四万十町中央IC - 四万十町西IC（事業中）